# Ichthyophis longicephalus
Ichthyophis longicephalus är en groddjursart som beskrevs av Pillai 1986. Ichthyophis longicephalus ingår i släktet Ichthyophis och familjen Ichthyophiidae. IUCN kategoriserar arten globalt som otillräckligt studerad. Inga underarter finns listade i Catalogue of Life.